# Siundol Dolok
Siundol Dolok is een bestuurslaag in het regentschap Padang Lawas van de provincie Noord-Sumatra, Indonesië. Siundol Dolok telt 297 inwoners (volkstelling 2010).